# Alkinsäuren
| Alkinsäuren (Auswahl) | Alkinsäuren (Auswahl) | Alkinsäuren (Auswahl) |
| --------------------- | --------------------- | --------------------- |
|                       |                       |                       |
| Propiolsäure          | Tetrolsäure           | 10-Undecinsäure       |

Alkinsäuren (auch Alkincarbonsäuren) sind aliphatische Carbonsäuren, die neben der Carboxygruppe (–COOH) eine C-C-Dreifachbindung enthalten. Unsubstituierte Alkinsäuren mit nur einer Dreifachbindung haben die allgemeine Summenformel CnH2n−3COOH (n = 2, 3, 4, …).
Der einfachste Vertreter ist die Propiolsäure. Diese liegt bei Raumtemperatur in flüssiger Form vor, während es sich bei den Alkinsäuren ab der Tetrolsäure um Feststoffe handelt.

## Vorkommen
In diversen Pflanzenfamilien kommen Fettsäuren vor, die Dreifachbindungen enthalten. Dazu gehört die Taririnsäure, die 1892 zum ersten Mal isoliert wurde und das erste natürliche Alkin war, dessen Struktur aufgeklärt wurde. Weitere natürliche Alkin-Fettsäuren sind die im Isanoöl vorkommende Isansäure, die Crepeninsäure, die in Korbblütlern vorkommt und Ximeninsäure, die in der Ordnung der Sandelholzartigen vorkommt. Auch in Pilzen finden sich unter den Metaboliten Alkinsäuren wie Mycomycin und Diatretin II.

Taririnsäure
Isansäure
Crepeninsäure
Mycomycin

## Synthese
Alkinsäuren lassen sich durch Dehydrohalogenierung von Dibromalkansäuren herstellen. So erhält man durch Bromierung der 4-Pentensäure in Kohlenstoffdisulfid die 4,5-Dibrompentansäure, aus der mit Kaliumhydroxid in Ethanol durch Eliminierung von Bromwasserstoff die 4-Pentinsäure entsteht.
Alkinsäuren können außerdem durch die Carboxylierung terminaler Alkine erzeugt werden, beispielsweise mit Silber-Katalysatoren unter Kohlendioxid-Atmosphäre. Arylalkinsäuren können ausgehend von Propiolsäure durch eine Sonogashira-Kupplung mit dem Katalysator Tetrakis(triphenylphosphin)palladium(0) hergestellt werden.

## Verwendung
Alkinsäuren können durch Cyclisierung einfach in Lactone überführt werden. Je nach Position der Dreifachbindung ergeben sich unterschiedliche Ringgrößen: Fünfringe mit γ-Alkinsäuren, Sechsringe mit δ-Verbindungen und Siebenringe mit ε-Verbindungen. Dabei entsteht aus der Dreifachbindung meist eine exocyclische Doppelbindung. Eine solche Reaktion gelingt beispielsweise mit einem Gold-Katalysator, einem Palladium-Katalysator, einem Rhodium-Katalysator oder mit Nickel-Molybdän-Komplexen von Cyclooctadien.
Alkinsäuren können auch in verschiedenen decarboxylierenden Kupplungsreaktionen verwendet werden, bei denen die Säuegruppe abgespalten und C-C-Bindungen aufgebaut werden. Als Kupplungspartner unter Palladiumkatalyse eignen sich unter anderem Arylhalogenide und Alkyliodide. Auch die Bildung von Eninen über eine Heck-ähnliche Reaktion ist möglich. Auch durch Nickel und Kupfer katalysierte decarboxylierende Kupplungsreaktionen von Alkinsäuren bekannt. So können beispielsweise unter sehr milden Bedingungen Alkinphosphonate hergestellt werden. α-Alkinsäuren können durch katalytische Decarboxylierung in terminale Alkine überführt werden.